# Så mycket roligare
Så mycket roligare är en humorserie i Kanal 5 som hade premiär våren 2017. Programmet bestod av sketcher,  imitationer och parodier på aktuella TV-program.

## Om programmet
Avsnitten utgick från en känd person som i en tv-soffa "zappade" sig genom TV-kanalernas programutbud. Serien fick en andra säsong 2018.

## Medverkande
I serien medverkade bland andra: Johan Petersson, Rachel Mohlin, Anna Blomberg, Christian Åkesson, Anna Carlsson, Johan Bjerkander, Louise Nordahl och Jörgen Lötgård.